# Storia di Mineo
La storia di Mineo è lunga e inizia già dall'epoca preellenistica.

## Epoca antica
Nel periodo preellenico, insediamenti urbani sul colle dove è oggi Mineo, sono documentati da reperti archeologici, per lo più terrecotte figurate (Museo archeologico nazionale di Siracusa, contrassegnate con n.12739-40, 12745-46 e 12750-53), nonché dai rinvenimenti nel territorio, specie in località Catalfaro, che dimostrerebbero l'esistenza di un centro siculo poi ellenizzato, probabilmente l'antica Menai. La città attuale fu fondata, secondo alcune fonti, da Ducezio, nel 459 a.C. nel sito degli insediamenti urbani indigeni di cui sopra, nei pressi di un importante santuario non-ellenico col nome di Menai (o Menainon in greco). Secondo altri commentatori il condottiero siculo si limitò a scegliere Mineo come sede operativa, ingrandendola e abbellendola.. Con la sconfitta di Ducezio da parte dei Siracusani nel 450 a.C. la città perde la sua centralità. Ducezio prigioniero dei greci venne esiliato a Corinto (446 a.C.) da dove riuscì a tornare in Sicilia e sulla costa tirrenica fondò Calacte (oggi Galati o secondo altri Caronia) dove morì poco dopo (440 a.C.) lasciando ai siracusani il dominio delle restanti città siciliane. L'esistenza di Menae (così si chiama in latino) è certa ancora in tarda età imperiale romana.
Nella piana di Mineo nei pressi del lago dei Palici (oggi sede di uno stabilimento per estrazione di anidride carbonica), esisteva un tempio dedicato ai fratelli Palici, dove fin dal periodo greco trovavano asilo gli schiavi oltremodo oppressi. In epoca romana (264 a.C. - 535 d.C.), durante la prima guerra servile (133 a.C.) vi si rifugiarono gli schiavi ribelli al comando di Euno e solo grazie ad un tradimento furono sconfitti dal console Rupilio. Trent'anni dopo, durante la seconda guerra servile del 103 a.C., la proporzione della rivolta degli schiavi fu ben più pericolosa, a giudicare dai 20.000 schiavi capitanati da Salvio, che dal tempio dei Palici guidò gli schiavi alla conquista di Caltabellotta, dove solo dopo vari tentativi furono sconfitti dal console Aquilio. Furono trucidati tutti tranne mille, trasportati a Roma per essere utilizzati nei combattimenti contro le fiere. Però pur di non soddisfare il godimento degli spettatori, gli schiavi preferirono uccidersi l'un l'altro. È da ricordare ancora che nel periodo romano sotto Valeriano fu martirizzata a Roma la vergine Agrippina, le cui spoglie nel 260 furono trasportate da S. Eupresia a Mineo dove fu edificato in suo onore un tempio, consacrato nel 312 da S.Severino, vescovo di Catania. Durante il periodo bizantino (535 - 828) uno dei cinque siciliani che salirono al soglio pontificio fu S. Leone che la tradizione vuole di origine menenina, figlio di Paolo da Meneyo.

## Epoca medievale (829-1516)

### Periodo arabo (829-1062)
La fortezza di Mineo viene conquistata dagli arabi nell'829, entrando a fare parte dell'Emirato di Sicilia Restaurata, sotto il dominio islamico diventa un'importante piazzaforte con il nome di Qalat Minaw (castello di Mineo). Scavi e studi hanno permesso di acquisire informazioni relative al tipo di vita degli abitanti di Mineo in questo periodo. Indagini archeologiche nel centro storico hanno messo alla luce le fondamenta delle imponenti torri della Porta di Città dell'epoca Islamica.

### Mineo nel Regno di Sicilia
Nel 1062 circa è annessa dal Conte Ruggero nella Contea di Sicilia, il quale nel 1072 dona alla chiesa di S. Maria de Groecis (attuale S. Maria Maggiore) una statua in alabastro della Madonna Regina degli Angeli, cui ogni anno i menenini dedicano una festa. Nel 1168 Mineo risulta possesso del Vescovo di Siracusa come risulta da un diploma di Papa Alessandro III. Alla morte di Manfredi di Sicilia, il Regno di Sicilia passa a Carlo d'Angiò (1268).
Mineo nel 1282 sarà uno dei centri ribellatisi ai francesi angioini. Nei "Vespri siciliani" morirono 13 francesi ad opera di un drappello capitanato dal giovane Adinolfo, al quale Mineo ha intestato la porta principale di accesso alla città. Il luogo dove sono sepolti ha preso il nome di "Tomba gallica" ed un'epigrafe dettata da Luigi Capuana recita "Qui la pietà cittadina diede tomba ai tristi francesi contro i quali suonarono i memorabili vespri siciliani". Dopo il 1282, con la cacciata degli angioini, la Sicilia diventa indipendente, sotto la denominazione di Regno di Trinacria.
Negli anni tumultuosi della guerra dei novant'anni, Mineo muterà spesso la sua forma istituzionale: farà parte del demanio regio, sarà una contea (soggetta ad esempio al Conte di Mineo, Giovanni d'Aragona. Per concessione di Federico III, entrerà a far parte della Camera Reginale (vedi avanti), la dotazione personale della Regina di Sicilia. Nel 1398 fu per breve tempo sotto la giurisdizione di Matteo Moncada. In questi anni Mineo inserita nella politica siciliana darà i natali ad un grande letterato e uomo di stato, Matteo Zuppardo. Mineo seguirà comunque le sorti del resto dell'isola. Con l'ultimo re della Dinastia Aragona Martino II si avrà un'unione sotto al corona di Barcellona anche del Regno di Sicilia e del Regno di Napoli.
È da ricordare come nel 1360 nel castello di Mineo il vescovo di Catania, Marziano, celebrò le nozze fra Costanza d'Aragona e Federico III. Era un luogo più sicuro rispetto ad altri più congeniali alla cerimonia, visto che il matrimonio era avversato da chi voleva che Federico III sposasse la figlia del duca di Durazzo, parente del re di Napoli. Costanza restò legata a Mineo, tanto da risiedervi nei mesi estivi. A Mineo fu legata anche la regina Bianca di Navarra, seconda moglie di Martino I di Sicilia. La regina per sottrarsi agli intrighi dei feudatari durante l'assenza del marito recatosi in Sardegna (1408) per sedare una rivolta, si nascose nel monastero delle Benedettine di Mineo, la cui badessa fu insignita del titolo di baronessa del Rabbato).
Alfonso I di Sicilia per ricompensare i servigi resi a corte, concesse la contea nel 1448 a Pietro Barilla, uomo appartenente all'antica e nobile famiglia Barilla di Reggio Calabria.

### La Camera Reginale di Sicilia
Mineo faceva parte della camera reginale assieme a poco meno di due dozzine di altre città sulle 43 demaniali dell'isola. Gli altri 262 centri della Sicilia erano infeudati, sottoposti cioè al titolare del feudo di cui facevano parte. La differenza era notevole dato che i centri infeudati soggiacevano al feudatario che solitamente imponeva tasse aggiuntive a quelle governative e, fatto più grave, gestiva la giustizia in proprio o in appalto a "capitani di giustizia" di poco scrupolo, che facilmente commutavano pene detentive in ammende pecuniarie a loro vantaggio. Fare parte del demanio e ancor più della camera reginale era un vantaggio. Era la "corte juratoria" preposta all'amministrazione della città, che stipulava la convenzione con il viceré che stabiliva l'onere pecuniario da pagare. Tra i benefici il più importante era il "mero e misto imperio" con l'esercizio della "iurisdictio plena in capite" del "bannum sanguinis" e della "potestas gladii", vale a dire con la piena facoltà di gestire in proprio la giustizia civile e penale ivi compresa la pena capitale. Seguivano altri vantaggi tra cui quello che impegnava il governo centrale a non concedere a nessuno la "baratteria" ossia la gestione di giochi di azzardo, quello di essere esentati dall'alloggio dei soldati, quello di non potere il governo inviare esattori tranne che per somme dovute alla "Gran Corte". Chiudeva l'elenco dei privilegi quello di potersi fregiare di un titolo elogiativo quale: felix, nobilis, jucundissima, clarissima, faecunda, fidelissima, magnifica, fulgentissima, vetustissima, excelsa, victoriosa, dilecta, inespugnabilis, generosa, ecc. Per potersi fregiare di due di questi appellativi bisognava pagare un prezzo aggiuntivo. Sebbene la convenzione non avesse limiti di tempo, capitò ben due volte che i reali di Spagna rinegoziassero i contratti: con Carlo V nel 1537, quando affrontò la terza guerra con Francesco I di Francia, e con Filippo IV nel 1625, durante la lunga guerra dei trent'anni.

### Tributi siciliani alla corte di Enrico VIII
Nel 1502 Caterina di Aragona, figlia di Ferdinando il Cattolico e di Isabella di Castiglia, andava sposa in Inghilterra ad Arturo erede al trono. Ben presto la principessa rimase vedova per la prematura morte del consorte senza avere il tempo di consumare il matrimonio. Nel 1507 alla morte del re Enrico VII, saliva al trono il figlio Enrico VIII, che decideva di sposare la cognata Caterina. Della dote nuziale di Caterina facevano parte anche le "segrezie" (tributi) dovute alla camera reginale della Sicilia, cosicché andarono a rimpinguare le casse della corona inglese. Ciò fino al 1536 quando Caterina morì nel castello di Kimbalton, dove era stata segregata dal marito quando l'aveva ripudiata per non avergli dato un erede maschio. Per la cronaca, Enrico aveva chiesto l'annullamento del matrimonio al papa Clemente VII. La mancata concessione causò la nota scissione della chiesa anglicana. Ottenuto il divorzio dal vescovo anglicano di Canterbury, Thomas Carnmer, il monarca inglese sposò Anna Bolena che non aveva dato eredi e che, accusata di tradimento, fu decapitata nella Torre di Londra. Enrico VIII non mancò alla rincorsa di altre mogli, cosicché nel volgere di dieci anni sposò altre quattro volte, nell'ordine: Jane Seymour, morta al parto dell'unico figlio maschio Edoardo, Anna di Claves, Caterina Norfolk, Caterina Parr. Nel 1537 Enrico VIII moriva: Caterina Parr, seguendo le abitudini del marito, non disdegnò di sposarsi per la quarta volta. Frattanto nel 1537 il sovrano di Spagna aveva abolito in Sicilia la camera reginale. Le città che godevano del privilegio di farne parte, da allora restarono però a far parte degli ottanta comuni demaniali dell'isola.

### La Comunità ebraica di Mineo
Fino al 1492 era presente a Mineo un'attiva comunità ebraica.

## Epoca moderna (1516-1860)

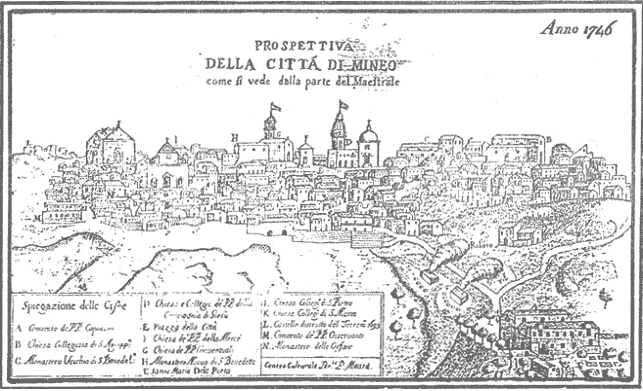
Litografia di Mineo - 1746

La vicenda menenina durante l'epoca moderna è legata alla storia siciliana e, in particolare, agli eventi connessi al fatto che il Regno di Sicilia faceva parte dell'Impero Spagnolo. Il governo sulla Sicilia fu esercitato tramite un viceré dal regno di Carlo V (1516) al 1713, anno in cui il trono dell'isola passò sotto alla casa sabauda. Successivamente  passò agli austriaci fino al 1734. Sotto la dinastia dei Borboni la Sicilia tornò ad essere un regno indipendente dal 1734 al 1816 (Regno di Sicilia) e da 1816 entrò a far parte del Regno delle due Sicilie (dal 1816 fino al 1860).

### Da Carlo V allaRotta del Conte(1516-1615)
In periodo vicereale, nel Regno di Sicilia vi erano due tipi di città: le città feudali, amministrate in quasi assoluto arbitrio, da nobili locali e le città demaniali, formale possesso del Regno amministrate da ufficiali eletti dai senati cittadini. La condizione delle città demaniali sia dal punto di vista amministrativo che fiscale era sicuramente migliore. La città di Mineo fece parte della Camera reginale fino al 1537, anno in cui tornò al Regio demanio.
Le condizioni delle finanze dell'Impero erano alquanto precarie a causa delle spese per sostenere la guerra contro l'Impero Ottomano. Indetto il Parlamento siciliano a Messina, l'Imperatore Carlo V si risolse a vendere alcuni dei beni del Regio demanio. Tra questi vi era anche la città di Mineo. La comunità menenina si oppose e stipulò un accordo con il viceré Ferdinando Gonzaga allo scopo di rimanere incorporata al Regio demanio. In conseguenza all'accordo quale i menenini si impegnarono a pagare tra il 1537 e il 1538 l'ingente cifra di 10.000 ducati d'oro. I giurati della città Antonio de Parisio, Abattista de Pucchio, Nicolò de Buccherio e Bernardino Mazzarella il 12 marzo 1541 elessero come rappresentante della città Giovanni Antonio Buglio, barone del Burgio e Capitano del castello. Il contratto fu stipulato il 18 aprile 1542 a Messina tra il procuratore di Mineo Buglio e il viceré. Fu ratificato da Carlo V il 27 giugno 1543. Diventò esecutivo il 18 marzo 1544.
In base all'accordo alla città di Mineo fu concessa l'appartenenza in perpetuo al Regio demanio, furono confermati i privilegi medievali, fu accordato il Mero e misto imperio, fu accordato che la città fosse amministrata da «tre sindaci, eletti ogni anno dal viceré. Uno tra i nobili, uno tra le maestranze delle arti ed uno tra la borghesia».
Il XVI secolo fu contraddistinto da una serie di catastrofi. Nel 1522 Mineo fu colpita dalla peste, a cui seguì una gravissima carestia. Nel 1528 vi fu un terremoto, seguito l'anno dopo ancora dalla carestia. Il 10 dicembre del 1542 un terremoto catastrofico colpì il Val di Noto e il Catanese. Nel 1556 sorse la chiesa di Sant'Agrippina fu elevata a Collegiata (quelle di Santa Maria Maggiore nel 1644 e nel 1670 quella di San Pietro).

#### La Rotta del Conte
Verso la fine del XVI secolo l'università di Mineo amministrava un ricco patrimonio, quasi 7 000 abitanti, uffici e magistrature ecc. Il suo territorio era composto da diversi feudi di cui quattro (i feudi dell'università: Impiso, Burgo, Castelluzzo e Montagna) di proprietà del Comune e i restanti appartenenti a famiglie nobili. Mineo su tutto il territorio esercitava la sua giurisdizione civile e penale, mentre i suoi cittadini godevano di alcuni usi civici (ius venandi, lignandi, aquandi, pascendi ecc.) anche su fondi di proprietà dei nobili. Per questo motivo non pochi furono i dissidi tra i baroni e la città. L'episodio più grave, anche per i riflessi istituzionali, si ebbe nel 1615. La cosiddetta Rotta del Conte.
Il feudo Barchino in territorio di Mineo, era proprietà del Conte di Buscemi (Don Antonio Requesens); il Conte non tollerava che i menenini esercitassero gli usi civici sui suoi terreni. Tentò di insediare una colonia albanese nel suo feudo, allo scopo di fondare una città (questo avrebbe permesso di annullare gli usi civici dei menenini e di ottenere un seggio al parlamento siciliano). La città si oppose con successo. Le tensioni crebbero. Sbirri armati del Conte con veri atti di violenza dissuasero i cittadini dall'esercitare i loro diritti. Gli abusi furono tanti e tanto gravi che costrinsero i magistrati menenini ad una serie di azioni formali. La situazione precipitò prima a causa dell'arresto da parte di uomini vicini al Conte di 5 notabili meneni e poi per l'arresto di un abitante di Mineo, Bisazza, mentre cacciava al Barchino. La notizia giunta in città scatenò la rivolta della popolazione.
Il 7 giugno il consiglio dei giurati, dei nobili e dei primati decise di arrestare il Conte di Buscemi. «Comandava la spedizione, composta da ogni ceto di cittadini, il Capitano giustiziere Nunzio Sidoti […] si videro sfilare per la via Grande (oggi via Palica), i diversi drappelli di uomini guidati da Antonino Maniscalco, Antonino Limoli, Astilio Montefosco, Matteo De Guerriero, Natalizio Minciardi e Girolamo Melingi.» Il castello del Barchino fu assediato e dato alle fiamme. Il Conte si arrese e fu portato prigioniero al castello di Mineo. L'intervento deciso del viceré costrinse i menenini a liberare il Conte, anche se gli usi civici furono riaffermati. L'episodio è narrato dal poeta coevo Pietro Bartoluccio in un poemetto epico in nove canti intitolato II Barchino riacquistato.

### DallaRotta del Conteal congresso di Utrecht 1616-1713
Anche in questo secolo la storia di Mineo segue quella della Sicilia. Il secolo in questione fu ricco di avvenimenti luttuosi e catastrofici che misero in ginocchio la popolazione siciliana. Da una parte la cattiva amministrazione e lo strapotere baronale, dall'altra l'imperversare del Santo Uffizio, e a tutto questo si sommarono, carestie, epidemie, calamità naturali, che toccarono il culmine con il tremendo e disastroso terremoto dell'11 gennaio 1693. I baroni giurarono fedeltà alla corona per tutelare e dilatare i loro privilegi.
La Spagna garantì loro tutti i privilegi acquisiti. Nel 1621 re Filippo III dietro pagamento accordò loro il privilegio del “mero e misto imperio” permettendo loro di amministrare la giustizia, in tal modo i baroni concentrarono nelle loro mani il potere politico, economico e giudiziario. Altro attore di primo piano sulla scena storica dell'isola fu la Chiesa che godeva di un incommensurabile potere politico-spirituale e anche culturale, potere che le derivava dall'Apostolica Legazia da una parte, e dal Tribunale dell'Inquisizione dall'altra. Il potere in campo culturale era quasi totale, essendo esclusivo appannaggio della Chiesa, ovvero dei vescovi, l'autorizzazione ad aprire nuove scuole e la diffusione del sapere, al quale erano deputati i numerosi Collegi Gesuitici che sorsero sul suolo isolano.
In questo clima sociale, politico ed economico si colloca il microcosmo Mineo: le annate di carestia del 1614, 1618 e 1620 furono per il paese un vero disastro, alle quali si aggiunse, a causa di terribili epidemie, la decimazione della popolazione attestatasi a poco più di 4 000 abitanti. La situazione del regno precipitò a tal punto che Filippo IV nel 1625 con un decreto regio ordinò la vendita di varie città demaniali, tra le quali la stessa Mineo. La città fu venduta a una società genovese che nel settembre del 1625 ne prese possesso. La popolazione menenina non intendendo sottostare alla nuova situazione e di conseguenza rinunciare alla propria libertà e ai privilegi derivanti dall'appartenenza alle città demaniali, riscattò il debito e rientrò nel demanio regio. In questo modo i menenini non solo venivano giudicati dai propri ufficiali ma potevano respingere chiunque osasse arrecare danno o pregiudizio ai loro privilegi. In questo quadro si inseriscono, nel 1615, le vicende della cosiddetta Rotta del Conte.
La crisi economica e lo scoppio dei moti palermitani nel maggio del 1646 ebbero ripercussioni anche a Mineo, la quale chiese l'abolizione dell'imposta diretta sul vino e sul macinato. Non meno disastrosi furono per la città gli anni 1658 e 1678 caratterizzati da due invasioni di cavallette che distrussero i raccolti, e a questi infausti eventi vanno sommate le carestie del 1671 e del 1672 che avevano decimato la popolazione. Il secolo si chiuse con il catastrofico terremoto dell'11 gennaio 1693 che distrusse le città del Val di Noto, tra le quali la stessa Mineo, a cui fece seguito la terribile epidemia di colera. I morti furono 1355 su 6 723 abitanti.

### La parentesi della Dinastia sabauda (1713-1718)
A seguito della Guerra di successione spagnola Mineo (e la Sicilia) è assegnata il 1º aprile 1713 a Vittorio Amedeo di Savoia. L'avvento del nuovo re fu salutato dai menenini e dal clero con grande gioia, al punto che Vittorio Amedeo volle inviare una lettera di ringraziamento che è conservata presso l'archivio parrocchiale di Santa Maria Maggiore (9 dicembre 1713). «II re di Sicilia, di Gerusalemme e di Cipro etc. Rev.di diletti nostri. Non abbiamo potuto che accogliere con sensi di gradimento le dimostrazioni di giubilo e di zelo da voi fatteci pervenire sovra il nostro felice arrivo et avvenimento a questa Corona, del, che mentre prendiamo ad accertarvi con queste righe, godiamo assieme d'assicurarvi della nostra protezione e propensa dispositione a farvene sperimentare gli effetti nell'opportunità. Palermo Li 9 dicembre 1713 Vittorio Amedeo.» L'atteggiamento del clero e dei potenti menenini sarà inficiato dallo scontro tra lo Stato Pontificio e il Regno sabaudo. Lo scontro fece sì che la maggioranza dei menenini si schierasse a favore della Chiesa.
Nel corso di tutto il XVII e dell'inizio del XVIII secolo numerose sono le testimonianze conservate presso l'Archivio Storico Receputo Gulizia relative al malcostume degli Ufficiali di Giustizia menenini. È dell'11 febbraio 1717 (regnante Vittorio Amedeo II di Savoia) una missiva del viceré De Gregorj al Presidente della 11. G. Corte Criminale, nella quale si chiedono provvedimenti contro gli abusi di autorità degli Ufficiali di Giustizia di Mineo: "Essendo a S. E. supposto che gli Officiali di Giustizia della Città di Mineo esercitano malamente le loro cariche, commettendo molte composizioni, e dissimulando delitti e furti, e che come il Capitano di Giustizia ha passato ancora ad ingabellarsi, e permettere li giochi publici contro il disposto da S. M., mi comanda communicare a V. S. l'antedetto, affinché dia le providenze opportune per riparo di simili disordini: e nostro Signore la guardi."

### La parentesi della dinastia austriaca (1718-1734)
Malgrado gli sforzi degli spagnoli che intendevano riprendere il possesso dell'isola con il trattato dell'Aia del 1720 la Sicilia e Mineo furono assegnate a Carlo VI d'Austria. Non furono anni facili: «Nel 1729 una grande calamità desolò gli abitanti di Mineo tanto che il comune si trovò in grandi strettezze finanziarie. Per uscire da quella difficile situazione i notabili della città ed il rettore dei Gesuiti si adoperarono che tutti i creditori soggiogatori riducessero gli interessi del 5% al 2,50».

## Epoca contemporanea

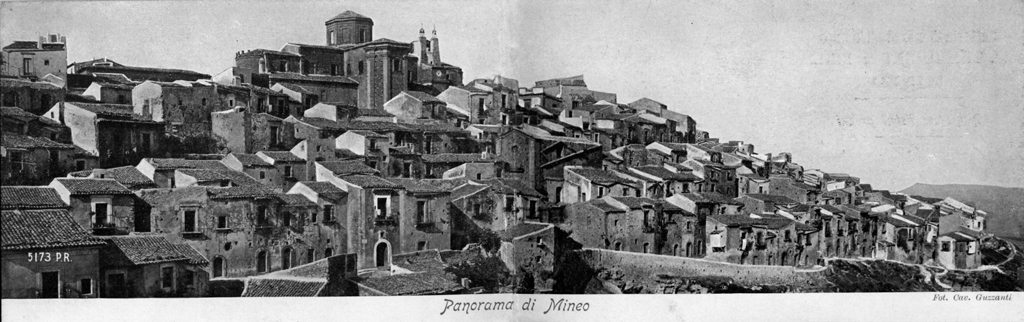
Panorama di Mineo - 1930 ca.